# سلامة تجارب تصادم الجسيمات عالية الطاقة

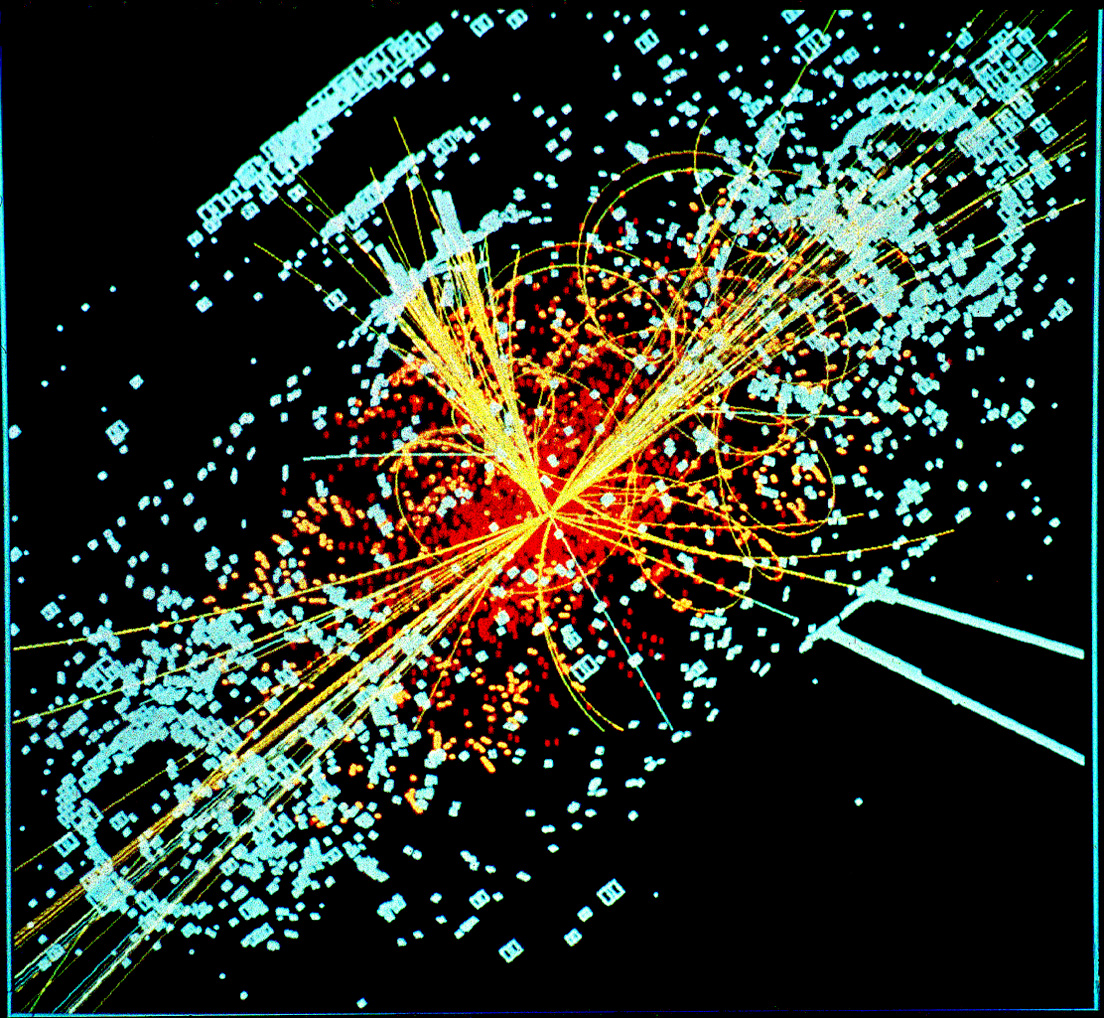
اصطدام جسيم محاكى في مصادم الهدرونات الكبير.

كانت سلامة تصادم الجسيمات عالية الطاقة موضوعًا للنقاش الواسع والاهتمام الموضعي خلال فترة بناء وتشغيل جهاز Relativistic Heavy Ion Collider (RHIC) ولاحقًا Large Hadron Collider (LHC) - الذي يعتبر حاليًا أكبر وأقوى مسرع جسيمات في العالم. ظهرت مخاوف من أن هذه التجارب عالية الطاقة - التي تهدف إلى إنتاج جسيمات وأشكال جديدة من المادة - قد تؤدي إلى إنشاء حالات مضرة للمادة أو حتى سيناريوهات نهاية العالم. تصاعدت المطالبات مع اقتراب بدء تشغيل المصادم LHC في الفترة ما بين 2008-2010. تضمنت المخاطر المزعومة إنتاج ثقوب سوداء صغيرة مستقرة وإنشاء جسيمات افتراضية تسمى الخنق ،  وتم استكشاف هذه الأسئلة في وسائل الإعلام وعلى الإنترنت وفي بعض الأحيان من خلال المحاكم.
لمعالجة هذه المخاوف في سياق المصادم LHC ، كلفت CERN مجموعة من العلماء المستقلين بمراجعة هذه السيناريوهات. في تقرير صدر في عام 2003 ، خلصوا إلى أنه ، مثل تجارب الجسيمات الحالية مثل RHIC ، فإن تصادم الجسيمات LHC لا يشكل تهديدًا يمكن تصوره. تم إصدار مراجعة ثانية للأدلة التي طلبتها CERN في عام 2008. أكد التقرير ، الذي أعدته مجموعة من الفيزيائيين المنتسبين إلى CERN ولكنهم غير مشاركين في تجارب LHC ، سلامة تصادمات LHC في ضوء المزيد من الأبحاث التي أجريت منذ تقييم 2003. تمت مراجعته والمصادقة عليه من قبل لجنة CERN المكونة من 20 عالمًا خارجيًا واللجنة التنفيذية لقسم الجسيمات والحقول في الجمعية الفيزيائية الأمريكية ،  وتم نشره لاحقًا في مجلة مراجعة الأقران للفيزياء G من قبل معهد المملكة المتحدة للفيزياء ، والذي أيد أيضًا استنتاجاته.
استبعد التقرير أي سيناريو ليوم القيامة في LHC ، مشيرًا إلى أن الظروف الفيزيائية وأحداث الاصطدام الموجودة في LHC و RHIC والتجارب الأخرى تحدث بشكل طبيعي وروتيني في الكون دون عواقب وخيمة ،  بما في ذلك الكونية فائقة الطاقة لوحظ تأثير الأشعة على الأرض بطاقات أعلى بكثير من تلك الموجودة في أي مصادم من صنع الإنسان.